# Campionati europei di sollevamento pesi 1966
I Campionati europei di sollevamento pesi 1966, 48ª edizione della manifestazione, si svolsero a Berlino Est dal 15 al 21 ottobre; la gara mondiale venne considerata valida anche come campionato europeo e furono classificati i tre atleti del continente col miglior piazzamento.
A causa di problemi sui visti d'espatrio, oltreché nella mancata esposizione di bandiere e di esecuzione degli inni nazionali durante le cerimonie di premiazione, l'International Weightlifting Federation, dopo il divieto della federazione giapponese di far eseguire l'inno ed esporre la bandiera della Germania Est nella cerimonia di premiazione, oltre ad annullare l'organizzazione dell'edizione dei campionati mondiali del 1967 che si dovevano svolgere a Tokyo annullò anche l'edizione dei campionati europei del 1967 che si dovevano svolgere dapprima a Milano, quindi a Londra.

## Formula
La formula prevedeva tre serie di sollevamenti:
- sollevamento a distensione a due mani;
- sollevamento a strappo a due mani;
- sollevamento a slancio a due mani.

## Titoli in palio
| Categoria            | Eventi         | Atleti |
| -------------------- | -------------- | ------ |
| Pesi gallo           | Fino a 56 kg   | 6      |
| Pesi piuma           | Fino a 60 kg   | 10     |
| Pesi leggeri         | Fino a 67.5 kg | 10     |
| Pesi medi            | Fino a 75 kg   | 17     |
| Pesi massimi leggeri | Fino a 82.5 kg | 17     |
| Pesi mediomassimi    | Fino a 90 kg   | 16     |
| Pesi massimi         | Oltre i 90 kg  | 12     |

## Nazioni partecipanti
Le nazioni che hanno partecipato ai campionati furono 18 per un totale di 88 atleti partecipanti. Tra parentesi i partecipanti per nazione.
- Austria (5)
- Belgio (4)
- Bulgaria (7)
- Cecoslovacchia (7)
- Danimarca  (3)
- Finlandia (4)
- Francia (6)
- Germania Est (7)
- Germania Ovest (7)
- Irlanda (3)
- Italia (3)
- Norvegia (1)
- Polonia (7)
- Regno Unito (3)
- Svezia (4)
- Turchia  (3)
- Ungheria (7)
- Unione Sovietica (7)

## Risultati
| Evento      | Oro                 | Oro   | Argento              | Argento | Bronzo               | Bronzo |
| ----------- | ------------------- | ----- | -------------------- | ------- | -------------------- | ------ |
| 56 kg       | Aleksej Vachonin    | 362,5 | Imre Földi           | 360,0   | Róbert Nagy          | 330,0  |
| 60 kg       | Mieczysław Nowak    | 382,5 | Rudolf Kozłowski     | 357,5   | Sebastiano Mannironi | 355,0  |
| 67.5 kg     | Evgenij Kacura      | 437,5 | Marian Zieliński     | 410,0   | János Bagócs         | 402,5  |
| 75 kg       | Viktor Kurencov     | 450,0 | Waldemar Baszanowski | 447,5   | Werner Dittrich      | 442,5  |
| 82,5 kg     | Vladimir Beljaev    | 485,0 | Győző Veres          | 485,0   | Hans Zdražila        | 465,0  |
| 90 kg       | Géza Tóth           | 487,5 | Ireneusz Paliński    | 477,5   | Marek Gołąb          | 475,0  |
| Oltre 90 kg | Leonid Žabotyns'kyj | 567,5 | Stanislav Batiščev   | 530,0   | Manfred Rieger       | 492,5  |

## Medagliere

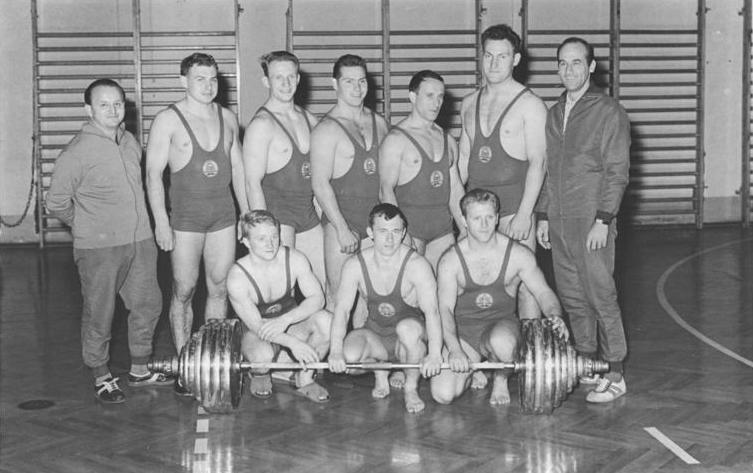
La squadra della Germania Est: in piedi (da sin.), l'allenatore Heinz Kahl, la riserva Hans Wende, Klaus Bargenie, Karl Arnold, Werner Dittrich, Manfred Rieger e il presidente federale Harry Roewer; accosciati (da sin.), Heinz Becker, Lothar Block e Gerhard Scholz.

| Posiz. | Nazione          | Oro | Argento | Bronzo | Totale |
| ------ | ---------------- | --- | ------- | ------ | ------ |
| 1      | Unione Sovietica | 5   | 1       | 0      | 6      |
| 2      | Polonia          | 1   | 4       | 1      | 6      |
| 3      | Ungheria         | 1   | 2       | 2      | 5      |
| 4      | Germania Est     | 0   | 0       | 2      | 2      |
| 5      | Cecoslovacchia   | 0   | 0       | 1      | 1      |
| 5      | Italia           | 0   | 0       | 1      | 1      |
| Totale | Totale           | 7   | 7       | 7      | 21     |

## Classifica a squadre
Il sistema di punteggio è basato sui punti distribuiti per l'esercizio totale in base allo schema adottato nel 1958:
| Pos. | Squadra          | Punti |
| ---- | ---------------- | ----- |
| 1    | Unione Sovietica | 40    |
| 2    | Polonia          | 33    |
| 3    | Ungheria         | 29    |
| 4    | Germania Est     | 14    |
| 5    | Bulgaria         | 12    |
| 6    | Cecoslovacchia   | 8     |
| 7    | Finlandia        | 4     |
| 7    | Italia           | 4     |
| 9    | Francia          | 3     |
| 9    | Germania Ovest   | 3     |
| 9    | Regno Unito      | 3     |
| 12   | Austria          | 1     |